# Basketball-Europameisterschaft 1949
Die 6. Basketball-Europameisterschaft der Herren (offiziell: Eurobasket 1949) fand vom 15. bis 22. Mai 1949 in Kairo statt. In Abwesenheit von Titelverteidiger UdSSR sowie Vize-Europameister Tschechoslowakei gewann der Gastgeber und EM-Dritte von 1947 aus Ägypten die Goldmedaille. Silber ging an Frankreich, Griechenland gewann die Bronzemedaille. Neben Ägypten gehörten mit Syrien und dem Libanon zwei weitere nichteuropäische Teams dem EM-Teilnehmerfeld mangels eigener kontinentaler Meisterschaften an.

## Finalrunde
Es spielten sieben Mannschaften in einer einzigen Gruppe gegeneinander. Der Sieger eines Spiels erhielt zwei Punkte, der Verlierer einen Punkt. Stand ein Spiel am Ende der regulären Spielzeit unentschieden, so gab es Verlängerung. Die Abschlusstabelle der Gruppe entsprach dem Endstand des Turniers. Europameister wurde der Gruppensieger, Silber ging an Platz 2 usw.
| Spiel | Team 1       | Team 2       | Ergebnis | 1. H. | 2. H. | Verl. |
| ----- | ------------ | ------------ | -------- | ----- | ----- | ----- |
| X 1   | Griechenland | Niederlande  | 46:28    | 21:11 | 25:17 | –     |
| X 2   | Türkei       | Libanon      | 48:41    | 20:25 | 28:16 | –     |
| X 3   | Frankreich   | Ägypten      | 36:57    | 16:36 | 20:21 | –     |
| X 4   | Ägypten      | Syrien       | 71:44    | 33:27 | 38:17 | –     |
| X 5   | Libanon      | Griechenland | 36:45    | 14:24 | 22:21 | –     |
| X 6   | Frankreich   | Niederlande  | 58:25    | 30:13 | 28:12 | –     |
| X 7   | Niederlande  | Syrien       | 40:37    | 22:21 | 18:16 | –     |
| X 8   | Frankreich   | Libanon      | 43:26    | 16:13 | 27:13 | –     |
| X 9   | Griechenland | Türkei       | 54:41    | 20:18 | 34:23 | –     |
| X10   | Frankreich   | Türkei       | 47:33    | 25:24 | 22:09 | –     |
| X11   | Libanon      | Syrien       | 28:38    | 13:16 | 15:22 | –     |
| X12   | Niederlande  | Ägypten      | 23:54    | 10:27 | 13:27 | –     |
| X13   | Frankreich   | Griechenland | 41:36    | 32:22 | 09:14 | –     |
| X14   | Libanon      | Ägypten      | 30:57    | 14:28 | 16:29 | –     |
| X15   | Syrien       | Türkei       | 33:43    | 15:24 | 18:19 | –     |
| X16   | Libanon      | Niederlande  | 22:34    | 13:15 | 09:19 | –     |
| X17   | Türkei       | Ägypten      | 44:57    | 27:25 | 17:32 | –     |
| X18   | Syrien       | Griechenland | 45:49    | 24:19 | 21:30 | –     |
| X19   | Türkei       | Niederlande  | 38:24    | 22:16 | 16:08 | –     |
| X20   | Ägypten      | Griechenland | 50:39    | 15:20 | 35:19 | –     |
| X21   | Frankreich   | Syrien       | 56:22    | 25:12 | 31:10 | –     |

| Platz | Team         | Spiele | Siege | Niederl. | Punkte | Körbe   | Diff |
| ----- | ------------ | ------ | ----- | -------- | ------ | ------- | ---- |
| 1     | Ägypten      | 6      | 6     | 0        | 12     | 346:216 | +130 |
| 2     | Frankreich   | 6      | 5     | 1        | 11     | 281:199 | +082 |
| 3     | Griechenland | 6      | 4     | 2        | 10     | 269:241 | +028 |
| 4     | Türkei       | 6      | 3     | 3        | 9      | 247:256 | −09  |
| 5     | Niederlande  | 6      | 2     | 4        | 8      | 174:255 | −081 |
| 6     | Syrien       | 6      | 1     | 5        | 7      | 219:287 | −068 |
| 7     | Libanon      | 6      | 0     | 6        | 6      | 183:265 | −082 |

## Endstand
| Rang | Team         | Siege : Niederl. | Korbverhältnis |
| ---- | ------------ | ---------------- | -------------- |
| 1    | Ägypten      | 6 : 0            | 1,6018         |
| 2    | Frankreich   | 5 : 1            | 1,4121         |
| 3    | Griechenland | 4 : 2            | 1,1162         |
| 4    | Türkei       | 3 : 3            | 0,9648         |
| 5    | Niederlande  | 2 : 4            | 0,6823         |
| 6    | Syrien       | 1 : 5            | 0,7631         |
| 7    | Libanon      | 0 : 6            | 0,6906         |